# مهنى (جزيرة مينو)
مهنى (بالفارسية: مهنا) هي منطقة سكنية تقع في إيران في قسم جزيرة مينو الريفي. يقدر عدد سكانها بـ 56 نسمة بحسب إحصاء 2016.